# Buhen

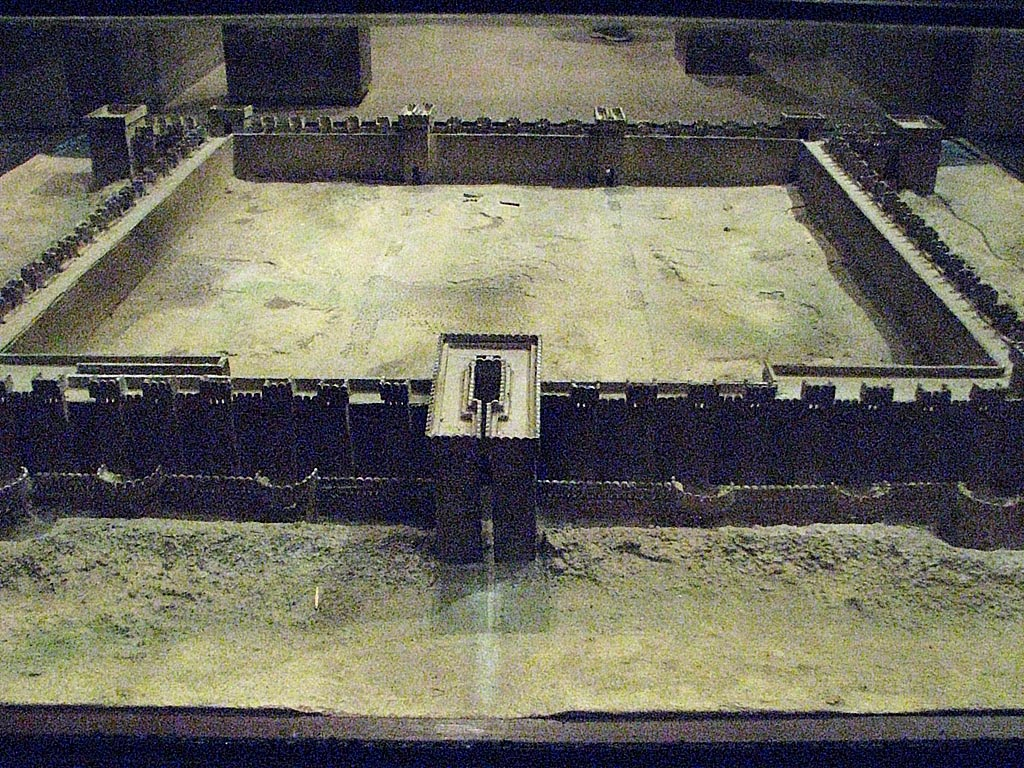
Maqueta de Buhen al Museu de Núbia (Assuan)

Buhen fou un establiment egipci a Núbia a l'Imperi Antic, fundat vers el 2500 aC. Inicialment pensat com a centre de comerç i per a les explotacions mineres properes (principalment Toshka), va esdevenir el centre del domini egipci a Núbia quan s'hi va construir una fortalesa durant l'Imperi Mitjà vers el 1930 aC (faraó: Sesostris I), refeta per Sesostris III el 1860 aC. Fou habitat per comerciants, funcionaris i soldats egipcis, que rarament foren més de tres mil. Buhen era el centre d'una sèrie de fortins, dels quals els principals foren Mirgissa, Shelfak, Uronarti, Askut, Dabenarti, Semna i Kumma. Tenia també les dependències de l'administració de Núbia.
En el segon període intermedi (vers 1650 aC), fou ocupat pel Regne de Kerma, probablement el mateix que es coneix com a Regne de Cuix (Kush). Vers el 1500 aC tornava a ser egípcia, i la fortalesa es va reconstruir. Els egipcis la posseïren durant la resta del mil·lenni, però al següent mil·lenni va passar al Regne de Napata, al qual va romandre unida, així com al successor Regne de Mèroe, fins a la seva desaparició.
Buhen es troba en territori del Sudan i va quedar inundada pel llac Nasser el 1964, però fou prèviament excavada per Walter Emery. El temple de Hatshepsut va ser desmuntat i reconstruït al Museu Nacional del Sudan.